# Rugulina tenuis
Rugulina tenuis is een slakkensoort uit de familie van de Pendromidae. De wetenschappelijke naam van de soort is voor het eerst geldig gepubliceerd in 1912 door Thiele.